# Base de Cam Ranh
La base aérienne de Cam Ranh est située dans la baie de Cam Ranh, dans la province de Khánh Hòa, au Viêt Nam. C'est l'une des nombreuses bases aériennes construites et utilisées par l'US Air Force (USAF) pendant la guerre du Viêt Nam.

## Historique
La base aérienne de Cam Ranh fait partie de la grande installation logistique de la baie du même nom construite par les États-Unis. Ce fut le principal port maritime militaire utilisé par les États-Unis pour le déchargement de fournitures, d'équipements militaires et comme base navale majeure. Les unités de l'armée, de la marine, du corps des marines et de l'armée de l'air disposaient toutes de complexes et d'unités affectés aux installations de la baie depuis son ouverture en 1965 jusqu'à sa fermeture en 1972 dans le cadre du retrait des forces militaires américaines au Sud-Vietnam,.
Entre 1979 et 2002, l'installation est utilisée par la marine soviétique et la marine russe,.
Le 19 mai 2004, après d'importants travaux de reconstruction, l'aéroport international de Cam Ranh accueille son premier vol commercial. Cam Ranh reste une base mineure de l'armée de l'air populaire vietnamienne, abritant le 920e escadron d'entraînement. L'armée de l'air navale vietnamienne exploite également une petite piste VTOL au sein de la base.